# Jan Frederik van Beeck Calkoen
Pour les articles homonymes, voir Van Beeck.
Jan Frederik van Beeck Calkoen (Groningue, 5 mai 1772 - Utrecht, 25 mars 1811) est un astronome et mathématicien néerlandais.

## Biographie
Fils de pasteur, il arrive à quatre ans à Amsterdam où son père a été nommé. Il fait des études de langues classiques et d'histoire des sciences puis de philosophie et de théologie et enfin de mathématiques et d'astronomie à l'université de Groningue (1795). En mai 1797, il obtient un doctorat de philosophie, mathématiques et de physique avec une thèse intitulée De horlogiis veterum.
Pour approfondir ses connaissances en astronomie, il voyage à Leipzig, Göttingen et Iéna et reste pendant huit semaines à Gotha.
En 1799, il enseigne à Leyde puis à Utrecht (1805-1809) et est chargé par Louis Bonaparte du règlement des poids et mesures.
Membre de l'Institut hollandais dès sa fondation, il démissionne de son poste d'enseignant en 1809 à la suite d'une maladie. Il devient alors recteur de l'université d'Utrecht mais meurt en 1811 à 39 ans.

## Œuvres
- Dissertatio mathematico-antiquaria de horologiis veterum sciothericis. Cui accedit theoria solariorum, horam azimuthum et altitudinem solis una exhibentium, 1797
- Onderzoek naar den oorsprong van den Mosaischen en Christelijken godsdienst, prijsverhandeling, bekroond met de gouden Medaille van Teilers 2de genootschap te Haarlem, 1797
- De rationis Mathematicae ad Naturam conformatae elegantia atque utilitate, 1799
- Hemelsplein met de beschrijving, 1799
- Over de verklaring der Mozaïsche en Christelijke godsdienstleer uit de beschouwing van de hoofdstoffen en natuurkrachten, 1800
- Verklaring van de manier der buiten-middag-breedte van Douwes, 1800
- Examen du système de Dupuis et Volney sur l'origine de la Religion Mosaïque et chrétienne, 1802
- Verhandeling over de evenwigtslijn en nieuwe ophaalbruggen, onder de wiskundige verhandelingen der Maatschappij van Wetenschappen te Haarlem, 1802
- Novissimis in Astronomia inventis, 1804
- De Studii Astronomici saeculo XVIII incrementis, 1805
- Wiskundige scheepsbouw en bestuur, 1805
- Zeemanshandleiding bij het gebruik van het Sextant, 1806
- Sur la théorie des Facultés numériques, 1807
- Over de zeekaarten, 1808
- Méthode Nouvelle de projection pour les Mappemondes, 1810